# برحان (بني مطر)

تعديل مصدري - تعديل

برحان هي إحدى قرى عزلة جنب بمديرية بني مطر التابعة لمحافظة صنعاء، بلغ تعداد سكانها 802 نسمة حسب تعداد اليمن لعام 2004.